# أبندينوس
أبندينوس (باللاتينية: Abandinus) إله الأنساب المجهولة في الديانة البريطانية القديمة. وهو الرب الروماني الكلتي الذي كان قليل الشهرة، إلا في نقش عثروا عليه في كامبردج، إنجلترا.